# Deanna Stellato-Dudek
Deanna Stellato-Dudek (Park Ridge, 22 de junio de 1983) es una deportista estadounidense-canadiense que compite en patinaje artístico, en la modalidad de parejas.
Ganó una medalla de oro en el Campeonato Mundial de Patinaje Artístico sobre Hielo de 2024 y tres medallas en el Campeonato de los Cuatro Continentes de Patinaje Artístico sobre Hielo entre los años 2023 y 2025.

## Palmarés internacional
| Representando a Canadá               |                                   |                   |           |
| Campeonato Mundial                   |                                   |                   |           |
| Año                                  | Lugar                             | Medalla           | Categoría |
| 2024                                 | Montreal (Canadá)                 | Medalla de oro    | Parejas   |
| Campeonato de los Cuatro Continentes |                                   |                   |           |
| Año                                  | Lugar                             | Medalla           | Categoría |
| 2023                                 | Colorado Springs (Estados Unidos) | Medalla de bronce | Parejas   |
| 2024                                 | Shanghái (China)                  | Medalla de oro    | Parejas   |
| 2025                                 | Seúl (Corea del Sur)              | Medalla de plata  | Parejas   |